# Rivnopilia
Rivnopilia (en (ucraïnès): Рівнопілля, en rus: Равнополье, Ravnopólie) és un poble de la República Autònoma de Crimea a Ucraïna, que el 2014 tenia 924 habitants. Pertany al districte de Simferòpol.